# Bodiluddelingen 1987
Bodiluddelingen 1987 blev afholdt i 1987 på Dagmar Teatret i København og markerede den 40. gang at Bodilprisen blev uddelt.
Helle Ryslinges Flamberede hjerter er uddelingens store vinder med i alt tre priser; for bedste danske film, bedste kvindelige hovedrolle til Kirsten Lehfeldt og bedste mandlige birolle til Peter Hesse Overgaard. Ryslinge er dermed også den første kvindelige instruktør til at være modtager af prisen for bedste danske film i knap 20 år, da prisen sidst blev tildelt en kvinde i 1969, da den gik til Lene Grønlykke (i samarbejde med Sven Grønlykke) for filmen Balladen om Carl-Henning. Den amerikanske instruktør Woody Allen modtager for femte gang (og for andet år i træk) prisen for bedste ikke-europæiske film med Hannah og hendes søstre efter han modtog samme pris i 1978, 1980, 1984 og 1986.

## Vindere
| Bedste mandlige hovedrolle                     | Bedste kvindelige hovedrolle              |
| ---------------------------------------------- | ----------------------------------------- |
| - Michael Falch for Mord i mørket              | - Kirsten Lehfeldt for Flamberede hjerter |
| Bedste mandlige birolle                        | Bedste kvindelige birolle                 |
| - Peter Hesse Overgaard for Flamberede hjerter | - Sofie Gråbøl for Oviri                  |
| Bedste danske film                             | Bedste ikke-europæiske film               |
| - Flamberede hjerter af Helle Ryslinge         | - Hannah og hendes søstre af Woody Allen  |
| Bedste europæiske film                         | Bedste dokumentarfilm                     |
| - Mit liv som hund af Lasse Hallström          | - ikke uddelt                             |